# إبرايمن (إذا أكوان)
إبرايمن هو دُوَّار يقع بجماعة سيدي بوسحاب، إقليم شتوكة آيت باها، جهة سوس ماسة في المملكة المغربية. ينتمي الدوّار لمشيخة إذا أكوان التي تضم 38 دوار. يقدر عدد سكانه بـ 176 نسمة حسب الإحصاء الرسمي للسكان والسكنى لسنة 2004.

## روابط خارجية
- البوابة الوطنية للجماعات الترابية
- المندوبية السامية للتخطيط